# Elton Britt
Elton Britt, nato James Elton Baker (Marshall, 27 giugno 1913 – 22 giugno 1972), è stato un cantante statunitense.

## Discografia
- 1956 - Yodel Songs
- 1959 - The Wandering Cowboy
- 1960 - Beyond the Sunset
- 1960 - I Heard a Forest Praying
- 1963 - The Best 1
- 1965 - Singing Hills
- 1966 - Somethin' for Everyone
- 1968 - The Jimmie Rodgers Blues
- 1970 - Sings Modern Country
- 1972 - The Best 2
- 1972 - 16 Great Country Performances
- 1983 - Days of the Yodeling Cowboys
- 1984 - More Days of the Yodeling Cowboys
- 1986 - Star Spangled Stardust

## Filmografia
- Laramie, regia di Ray Nazarro (1949)